# Triquerville
Triquerville és un municipi francès situat al departament del Sena Marítim i a la regió de Normandia. L'any 2007 tenia 390 habitants.

## Demografia

### Població
El 2007 la població de fet de Triquerville era de 390 persones. Hi havia 124 famílies de les quals 8 eren unipersonals (4 homes vivint sols i 4 dones vivint soles), 52 parelles sense fills i 64 parelles amb fills.
La població ha evolucionat segons el següent gràfic:
Habitants censats

### Habitatges
El 2007 hi havia 135 habitatges, 132 eren l'habitatge principal de la família, 1 era una segona residència i 2 estaven desocupats. 134 eren cases i 1 era un apartament. Dels 132 habitatges principals, 120 estaven ocupats pels seus propietaris, 9 estaven llogats i ocupats pels llogaters i 3 estaven cedits a títol gratuït; 1 tenia dues cambres, 13 en tenien tres, 42 en tenien quatre i 75 en tenien cinc o més. 117 habitatges disposaven pel capbaix d'una plaça de pàrquing. A 38 habitatges hi havia un automòbil i a 86 n'hi havia dos o més.

### Piràmide de població
La piràmide de població per edats i sexe el 2009 era:
| Homes | Edats   | Dones |
| ----- | ------- | ----- |
| 0     | 95 o +  | 0     |
| 0     | 90 a 94 | 0     |
| 0     | 85 a 89 | 8     |
| 0     | 80 a 84 | 0     |
| 0     | 75 a 79 | 0     |
| 8     | 70 a 74 | 0     |
| 4     | 65 a 69 | 12    |
| 8     | 60 a 64 | 0     |
| 4     | 55 a 59 | 8     |
| 8     | 50 a 54 | 8     |
| 20    | 45 a 49 | 20    |
| 12    | 40 a 44 | 16    |
| 20    | 35 a 39 | 20    |
| 16    | 30 a 34 | 20    |
| 0     | 25 a 29 | 4     |
| 16    | 20 a 24 | 0     |
| 12    | 15 a 19 | 12    |
| 24    | 10 a 14 | 24    |
| 8     | 5 a 9   | 16    |
| 4     | 0 a 4   | 12    |

## Economia
El 2007 la població en edat de treballar era de 269 persones, 193 eren actives i 76 eren inactives. De les 193 persones actives 184 estaven ocupades (105 homes i 79 dones) i 9 estaven aturades (2 homes i 7 dones). De les 76 persones inactives 20 estaven jubilades, 22 estaven estudiant i 34 estaven classificades com a «altres inactius».

### Ingressos
El 2009 a Triquerville hi havia 133 unitats fiscals que integraven 373 persones, la mediana anual d'ingressos fiscals per persona era de 22.285 €.

### Activitats econòmiques
L'únic establiment que hi havia el 2007 era d'una empresa classificada com a «altres activitats de serveis».
L'any 2000 a Triquerville hi havia 6 explotacions agrícoles.

## Equipaments sanitaris i escolars
El 2009 hi havia una escola elemental integrada dins d'un grup escolar amb les comunes properes formant una escola dispersa.

## Poblacions més properes
El següent diagrama mostra les poblacions més properes.